# Аптека-музей (Гродно)
Аптека-музей (Гродно) — действующая аптека с музейной экспозицией, отражающей историю становления аптекарского дела в Гродно (Беларусь). Адрес: пл. Советская, д. 4. Первая аптека в Гродно, упоминается в 1687 г.
Аптека-музей располагается в историческом здании комплекса гродненского иезуитского монастыря — памятника истории и культуры XVIII века, который занимает значительную территорию в центральной части города. Иезуиты построили здание аптеки в 1709 г. В этом помещении аптека существовала, несмотря на войны, катаклизмы и смену владельцев до 1950 г. Позже аптеку здесь заменил аптечный склад, салон мебели, Дом учителя.
С 1996 г. в старинных залах со сводчатыми потолками, украшенных художественной ковкой, вновь располагаются аптечный торговый отдел, музейная экспозиция и подсобные помещения.
Первая временная музейная экспозиция аптеки возникла благодаря помощи горожан и просуществовала до 2004 года. После реконструкции экспозиция представляет собой зал площадью 50 м², разделенный на 3 зоны: два ансамблевых комплекса и один тематический. В первом ансамблевом комплексе воссоздан уголок старинной травяной лаборатории («уголок алхимика»), во втором — фрагмент рецептурного зала рубежа XIX—XX веках. В витринах тематической зоны в иллюстративном материале нашла своё отражение история аптеки, повествующая об основных этапах деятельности, которые связаны с развитием медицинских и фармацевтических знаний.
Так, например, в 70-е годы XVIII в. аптека принадлежала основанной в Гродно Медицинской академии — первому высшему учебному заведению на землях современной Беларуси. В её стенах работал со своими учениками известный французский учёный-ботаник, доктор медицины, профессор Жан Эммануэль Жилибер. В XIX в. один из владельцев аптеки, Ян Адамович, своими научными изысканиями внес вклад в исследование друскеникских минеральных источников. В 1880-х годах здесь работал Михаил-Вильфред Войнич, будущий муж писательницы Этель Лилиан Войнич. Именно он и стал прообразом главного героя романа «Овод». Арендаторами и владельцами аптеки в разные годы были люди передовых взглядов, которые активно занимались благотворительностью — братья Адамовичи, Казимир Стефановский, Станислав Розвадовский, Эдвард Стемпневский (пол.) и другие.
Основная часть экспонатов музея относится к XIX — началу XX столетия. Это коллекции разнообразной аптечной посуды, оборудования, а также лекарственных средств. Интересные фондовые коллекции аптеки-музея представлены рецептами-сигнатурами из разных аптек Гродненского региона, рекламной продукцией фармацевтических фирм 20 — 30-х гг. XX в., различным медицинским инструментарием, старинными книгами по медицине и фармацевтике. Старейшие и наиболее ценные вещи датируются XVIII веком.

## Интересные факты
- В музее выставлены на обозрение 6 стилизированных гербариев, выполненных знаменитой польской писательницей и жительницей Гродно Элизой Ожешко. Предположительно некоторые из них она посвятила отцу.
- Одна из секций экспозиции посвящена медицинским инструментам, которыми производилось вскрытие короля Речи Посполитой Стефана Батория после его скоропостижной смерти в Гродно. Само вскрытие было проведено 14.12.1586 г. в соседнем здании Магнатской резиденции и являлось первым на территории Великого княжества Литовского.